# Суд над Арне Шаєнном Джонсоном
Справа Арне Шаєнна Джонсона, також відома як «Диявол змусив мене це зробити», — перший відомий випадок у США, коли на суді було висунуто захист на основі твердження про демонічне володіння та відмову від особистої відповідальності за злочин. Справа стала однією з найбільш обговорюваних у медіа завдяки включенню елементів паранормальних явищ.24 листопада 1981 року в Брукфілді, штат Коннектикут, Арне Шаєнн Джонсон був засуджений за ненавмисне вбивство першого ступеня свого орендодавця Алана Боно.
Згідно зі свідченнями родини Глатцель, 12-річний Девід Глатцель нібито приймав демона. Ставши свідками низки все більш зловісних подій за участю Девіда, його сім'я, виснажена та налякана, вирішила заручитися допомогою Еда та Лоррейн Воррен у останній спробі «вилікувати» дитину. Сім'я Глатцель разом з Ворренами потім звернулися до Католицької Церкви з проханням кількох священників про офіційний екзорцизм над Девідом. Процес тривав кілька днів, завершившись, за словами присутніх, виходом демона з тіла дитини, оселившись в Джонсоні. Ці події були задокументовані в книзі Джеральда Бріттла «Диявол у Коннектикуті».
Через кілька місяців Джонсон убив свого орендодавця під час вечірки. Його захисник стверджував у суді, що він був одержимий, але суддя постановив, що такий захист ніколи не може бути доведений і тому є неможливим у суді. Пізніше Джонсона було засуджено, хоча він відсидів лише п'ять років з десяти-двадцяти років ув'язнення.

## Передумова
Арне Шаєнн Джонсон і Деббі Глатцель надали розповіді з перших вуст про версію подій, зображену в серіалі Discovery Channel A Haunting, епізод «Where Demons Dwell». Вони сказали, що їхній батько був очевидцем одержимості демонами. І Джонсон, і Деббі були рішучі у своїй підтримці спогадів Ворренів про події. Вони стверджували, що паранормальні явища почалися після того, як вони пішли прибирати орендоване майно, яке вони щойно придбали. Девід згадав, як раптово з'явився старий чоловік, який штовхнув і налякав його. Спочатку подружжя подумало, що Девід використовує старого як привід, щоб уникнути прибирання, але Девід повідомив їм, що старий пообіцяв завдати шкоди Глатцелям, якщо вони переїдуть до орендованого будинку. Девідові видіння старого включали людину, яка поставала як демонічний звір, який бурмотів латиною та погрожував викрасти його душу. Хоча родина нібито чула дивні звуки з горища, ніхто, крім Девіда, ніколи не бачив старого. Після того, як Девід пережив нічні жахи, демонстрував дивну поведінку та отримав незрозумілі подряпини та синці, родина звернулася до католицького священика, який спробував освятити будинок. Перелякана родина дійшла висновку, що будинок був наповнений злом, і більше не збиралася його орендувати.
Видіння Девіда погіршилися, почали траплятись вдень. Через дванадцять днів після першого інциденту родина викликала демонологів Ед і Лоррейн Воррен на допомогу. Лоррейн стала свідком того, як чорний туман матеріалізувався біля Девіда, що свідчить про присутність демона. Деббі та її мати розповіли Ворренам, що бачили, як Девіда били та душили невидимі руки, і що після цього на його шиї з'явилися червоні сліди. Девід почав гарчати, шипіти, говорити неземними голосами, і цитувати уривки з Біблії або «Втрачений рай». Глатцелі розповідали, як щоночі хтось із членів сім'ї не спав разом із Девідом, коли той страждав від спазмів і конвульсій. Після того, як Воррени встановили прогноз щодо одержимості, Девід пройшов три сеанси екзорцизму. Лотарингія стверджує, що Девід левітував, припиняв дихати на деякий час і навіть продемонстрував надприродну здатність передбачення, зокрема щодо ненавмисного вбивства Джонсона, яке сталось пізніше. У жовтні 1980 року Воррени зв'язалися з поліцією Брукфілда, щоб попередити їх, що ситуація ставала небезпечною.
Згідно зі свідченнями очевидців, Арне Джонсон змусив одного з демонів, нібито всередині Девіда, заволодіти ним під час участі в екзорцизмі. Саме тут  A Haunting відхиляється від обставин одержимості Джонсона. Згідно з серіалом, через кілька днів після того, як Джонсон став одержимий демоном під час екзорцизму, на нього напав демон, який нібито взяв під контроль його машину та врізав її в дерево, але Джонсон не постраждав. Після цього інциденту він повернувся до орендованого житла, щоб оглянути старий колодязь, у якому ймовірно жив демон. І в театралізованій версії, і в його особистій розповіді Джонсон сказав, що це була його остання зустріч з демоном, коли він ще був повністю свідомим. Після зустрічі з демоном біля колодязя та встановлення зорового контакту з ним, він став одержимим. Воррени стверджують, що попереджали його не робити цього (хоча їхнє попередження не згадувалося в «A Haunting»). Коли стан Девіда погіршувався, Деббі та Джонсон, які жили у будинку своєї матері, вирішила, що настав час переїжджати. Алан Боно, новий житель Брукфілда, найняв Деббі грумером собак. Деббі та Джонсон почали знімати квартиру неподалік від місця її роботи. Після переїзду Джонсон почав демонструвати дивну поведінку, яка була схожа на поведінку Девіда, що змусило Деббі боятися, що він також став одержимим. За словами Деббі, Джонсон впадав у стан, схожий на транс, у якому він гарчав і галюцинував, але пізніше не пам'ятав про це.

## Вбивство
16 лютого 1981 року Джонсон зателефонував на свою роботу в Wright Tree Service та повідомив, що захворів, пізніше він приєднався до Деббі в кінологічному клубі, де вона працювала, разом зі своєю сестрою Вандою та дев'ятирічною кузиною Мері. Боно, орендодавець подружжя та роботодавець Деббі, запросив їх обід у місцевому барі та почав сильно випивати. Після обіду група повернулася до кінологічного клубу. Потім Деббі попросила дівчат сходити за піцою, але наполягала, щоб вони швидко повернулися, передбачаючи проблеми. Коли вони повернулися, Боно, який на той момент був у стані алкогольного сп'яніння, розсердився. Усі вийшли з кімнати за наполяганням Деббі, крім Боно, який схопив Мері та відмовлявся відпускати. Джонсон повернувся та наказав Боно звільнити Мері. Ванда розповіла про наступні події поліції. Мері побігла до машини, а Деббі намагалася пом'якшити ситуацію, ставши між двома чоловіками. Ванда марно намагалася відтягнути Джонсона. Джонсон, гарчав як тварина, потім вихопив кишеньковий ніж 5-дюймів (13 см) і кілька разів ударив Боно. Боно помер через кілька годин. За словами адвоката Джонсона, Боно отримав «чотири чи п'ять величезних ран», здебільшого в грудях, і одна, яка простягалася від живота до основи серця. Джонсон був виявлений за 2 милі (3,2 км) від місця вбивства; Ферчайлд з департаменту поліції Брукфілда сказав, що він брав участь у затриманні Джонсона за звинуваченням у нападі (поки Алан Боно все ще перебував в лікарні). Джонсон сказав йому, що не хотів нікого образити, і не міг нічого пригадати.
Посадивши його в поліцейську машину, Джонсон сказав: «Мені потрібна допомога, тому що у мене проблеми з алкоголем», — сказав Ферчайлд. Коли Джонсону повідомили в поліції, що Боно помер, Ферчайлд сказала, що підозрюваний став нерозбірливим, а потім заснув на 20-25 хвилин.
Коли Джонсон прокинувся, поліцейський детектив сержант Джон Лукас розказав йому його права та звинуватив Арне Джонсона у вбивстві першого ступеня; його утримували в Бріджпортському виправному центрі під заставу в 125 000 доларів. Це було перше незаконне вбивство в історії Брукфілду, штат Коннектикут.

## Судовий процес та реакція ЗМІ
Наступного дня після вбивства Лоррейн Воррен повідомила поліцію Брукфілда, що Джонсон був одержимий під час злочину. Невдовзі ця історія поширилася в ЗМІ, частково підігріта Ворренами, чиї агенти пообіцяли, що розповідь, книга та фільм із подробицями жахливого випадку уже знаходяться в роботі. Мартін Міннелл, адвокат Джонсона, отримував дзвінки з усього світу щодо того, що називали «суд на вбивцею-демоном». Міннелл поїхав до Англії, щоб зустрітися з адвокатами, які брали участь у двох подібних справах (хоча жоден з них не потрапив до суду). Він планував залучити європейських спеціалістів з екзорцизму, пропонував запросити священиків, які наглядали за екзорцизмом Девіда Глатцеля.
Судовий процес відбувся у Верховному суді Коннектикуту в Данбері, 28 жовтня 1981 року. Мінелл намагалася подати заяву про невинуватість, опираючись на одержимість Джонсона, але верховний суддя Роберт Каллахан негайно відхилив цей захист. Каллахан стверджував, що такий захист не може існувати в суді через відсутність доказів і що було б «невідносним і ненауковим» дозволяти давати схожі свідчення. Захист вирішив натякнути, що Джонсон діяв у порядку самозахисту. Через це присяжним не було законно дозволено розглядати одержимість демонами, як життєздатне пояснення вбивства. 24 листопада 1981, присяжні радилися 15 годин протягом трьох днів, перш ніж засудити Джонсона у ненавмисному вбивстві першого ступеня. 18 грудня 1981 року його засудили до 10–20 років ув'язнення, хоча він відсидів лише п'ять (або приблизно на один місяць менше п'яти років).

## Післямова
Цей інцидент призвів до створення в 1983 році телевізійного фільму під назвою «Справа про вбивство демона» на NBC та підготовки до повнометражного фільму, виробництво якого було зупинено через внутрішні конфлікти. Також у 1983 році Джеральд Бріттл за сприяння Лоррейн Воррен опублікував книгу про цей інцидент під назвою «Диявол у Коннектикуті». Лоррейн Воррен заявила, що прибутки від книги були розділені з родиною. Родина підтвердила, що 2000 доларів їм було виплачено книговидавцем.
Після перевидання книги в 2006 році видавництвом iUniverse Девід Глатцель і його брат Карл Глатцель-молодший подали до суду на авторів і видавцтво за порушення їхнього права на конфіденційність, наклеп і «навмисне заподіяння душевного стресу». Карл також стверджував, що в книзі стверджується, що він вчиняв злочинні та образливі дії проти своєї родини та інших.Він сказав, що історія з одержимістю була обманом, вигаданим Едом і Лоррейн Воррен використавши сім'ю та психічну хворобу свого брата, і що книга представила його як лиходія, оскільки він не вірив у надприродне. Він стверджував, що Воррени сказали йому, що ця історія зробить сім'ю мільйонерами і допоможе витягти Джонсона з в'язниці.
За словами Карла Глатцеля, розголос, викликаний інцидентом, змусив його кинути школу та втратити друзів і можливості для бізнесу. У 2007 році він почав писати книгу під назвою «Alone Through the Valley» про свою версію подій навколо його брата.
Лоррейн Воррен захищала свою роботу з родиною, стверджуючи, що шість священиків, які були залучені до інциденту, погодилися на той час, що хлопчик був одержимий і що надприродні події, які вона описувала, були реальними.
Брітл, автор «Диявола в Коннектикуті», каже, що написав книгу, тому що «сім'я хотіла, щоб історія була розказана», що він володіє відеозаписами понад 100 годин його інтерв'ю з родиною, і що вони підписались на книгу, як точно передану історію, ще до її друку. Батько Глатцеля, Карл Глатцель-старший, заперечує, що казав автору, що його син був одержимий. Джонсон і Деббі (тепер одружені) підтримують розповідь Ворренів про одержимість демонами та заявили, що вони були одержимі і судьться судячись лише за гроші.Ця подія надихнула на заснування Фільм 2021 року Закляття 3: За велінням диявола. Раніше створений для ТБ фільм на основі «Справа про вбивство демоном» була знята в 1983 році, в головних ролях знявся Кевін Бейкон.
Паранормальний серіал Discovery Channel «A Haunting» створив епізод «Where Demons Dwell», заснований на одержимості Девіда та розслідуванні Ворренів. В епізоді не згадуються попередні злочини Арне.
У 2021 році серіал «Shock Docs» створив епізод під назвою «Диявол змусив мене це зробити» на основі цього випадку. Дехто вважав його більш точним, ніж фільм «Закляття», навіть якщо події були зображені надто драматично.
У 2023 році Netflix зняв документальний фільм «Суд над Дияволом», заснований на цій справі. Він містить інтерв'ю з Карлом Глатцелем, чиї коментарі пропонують натуралістичну альтернативу одержимості демонами: вплив Sominex.